# Commelina fasciculata
Commelina fasciculata är en himmelsblomsväxtart som beskrevs av Hipólito Ruiz López och Pav.. Commelina fasciculata ingår i släktet himmelsblommor, och familjen himmelsblomsväxter.

## Underarter
Arten delas in i följande underarter:
- C. f. chacoensis
- C. f. fasciculata